# Sinopoda undata
Sinopoda undata là một loài nhện trong họ Sparassidae. S. undata được S. Q. Liu, S. Q. Li & Peter Jäger miêu tả năm 2008.